# Bitola
Bitola (makedonska: Битола [ˈbitɔɫa] lyssna (fil); serbiska: Битољ, Bitolj; arumänska: Bitule; turkiska: Manastır; albanska: Manastiri; grekiska: Μοναστήρι; Monastíri) är en stad i kommunen Bitola i södra Nordmakedonien. Den ligger vid floden Dragor i utkanten av Pelagonien, nära gränsen mot Grekland. Staden är belägen 615 meter över havet. Bitola hade 69 287 invånare vid folkräkningen år 2021. Invånarantalet gör staden till landets tredje största, efter Skopje och Kumanovo.
Staden har ett universitet.
Från staden finns busslinjer till Prilep, Resen och mindre orter men inte till Grekland.

## Historia
I närheten av Bitola stadscentrum finns den forntida staden Heraclea-Lyncestis som grundades av Alexander den stores far, Filip II av Makedonien, under mitten av 300-talet f.Kr. Staden var viktig för Makedonien eftersom den gränsade med Epirus i väst och med den Paioniska regionen i norr. I mitten av 100-talet tog Romarriket över Heraclea-Lyncestis och en av Romarrikets viktigaste vägar, Via Egnatia, som gick från nuvarande Istanbul till Rom, och passerade genom Heraclea-Lyncestis där staden var ett av de viktigare stoppen. Staden var ett viktigt episkopalt säte under kristendomens tidiga period, men efter 600-talet började staden successivt överges efter en jordbävning och attacker av små grupper slaver. Den romerska kejsaren Hadrianus lät bygga en amfiteater i staden som användes för gladiatorstrider och det fanns tre burar som kunde hålla lejon och en tunnel som ledde lejonen ut i amfiteatern. Under slutet av 1300-talet blev Bitola en del av Serbien under Stefan Dušan. Staden blev av osmanerna benämnd som Monastır efter deras erövring under 1400-talet. Då Serbien erövrade staden efter balkankrigen fick staden namnet "Bitolj" efter det slaviska ordet "obitel" som betyder kloster. På makedonska är ordet kloster "manastir".

## Byggnader
Yeni-moskén (den nya moskén) byggdes på fundament som tillhörde en gammal basilika. Byggnaden användes efter Osmanska riket länge som konstgalleri. Den stängdes för utgrävningar. På andra sidan floden ligger Isaak-Bey-moskén som är fortfarande i bruk. Ofta besöks den takförsedda marknaden Bezisten.

## Övrigt
Berget Baba med högsta delen kallad Pelister (berget är nationellt naturskyddat område) är ett populärt utflyktsmål där den endemiska trädsorten makedonisk tall kan beskådas. Denna ovanliga tall upptäcktes av en tysk i slutet av 1800-talet. Bitola har en två kilometer lång gågata även känd under namnet Korzo kantad av affärer och pubar med uteservering samt hus med karakteristisk arkitektur från Bitola på bägge sidor.
Av invånarna i Bitola är 86,84 % makedonier, 4,44 % romer, 3,79 % albaner, 1,73 % turkar, 1,56 % valaker och 0,50 % serber (2021).